# 蘇克精額
蘇克精額（？年—？年），鈕祜祿氏，成都駐防鑲紅旗滿洲人，同治三年甲子科帶補辛酉科繙譯鄉試中式舉人，同治十年辛未科繙譯會試中式進士，由太僕寺主事改知縣，早卒。